# Возняк, Дагмара
Дагмара Возняк (англ. Dagmara Wozniak; род. 1 июля 1988, Вроцлав) — американская фехтовальщица-саблистка польского происхождения, чемпионка мира и Панамериканских игр.

## Биография
Родилась в 1988 году во Вроцлаве (Польша); когда ей был 1 год, родители эмигрировали в США. Фехтованием занялась в 9 лет.
В 2011 году завоевала золотую медаль Панамериканских игр и бронзовую медаль чемпионата мира. В 2012 стала бронзовой призёркой чемпионата мира, а на Олимпийских играх в Лондоне стала 8-й в личном первенстве. В 2013 году вновь завоевала бронзовую медаль чемпионата мира. В 2014 году стала чемпионкой мира. На чемпионате мира 2015 года завоевала бронзовую медаль.